# Кашкалак (село)
Кашкалак (кирг. Кашкалак) — село в Ала-Букинском районе Джалал-Абадской области Кыргызстана. Входит в состав Торогелди Балтагуловского айылного аймака.

## География
Село расположено в юго-западной части области, на расстоянии приблизительно 6 километров (по прямой) к юго-востоку от села Ала-Бука, административного центра района. Абсолютная высота — 1140 метров над уровнем моря.

## Население
Согласно оценочным данным Национального статистического комитета Кыргызской Республики, численность населения села на начало 2023 года составляла 2872 человека.
| год     | 2009 | 2014 | 2015 | 2020 | 2021 | 2023 |
| ------- | ---- | ---- | ---- | ---- | ---- | ---- |
| человек | 2896 | 3138 | 3235 | 2798 | 2827 | 2872 |